# Kraví hora (Provodínské kameny)
Kraví hora (německy Kühberg) (378 m n. m.) je neovulkanický vrch v okrese Česká Lípa Libereckého kraje, ležící asi 1 km západně od vesnice Srní u České Lípy na stejnojmenném katastrálním území. Vrch se někdy počítá do skupiny Provodínských kamenů, ačkoli geomorfologicky do ní patří jednoznačně.

## Popis vrchu

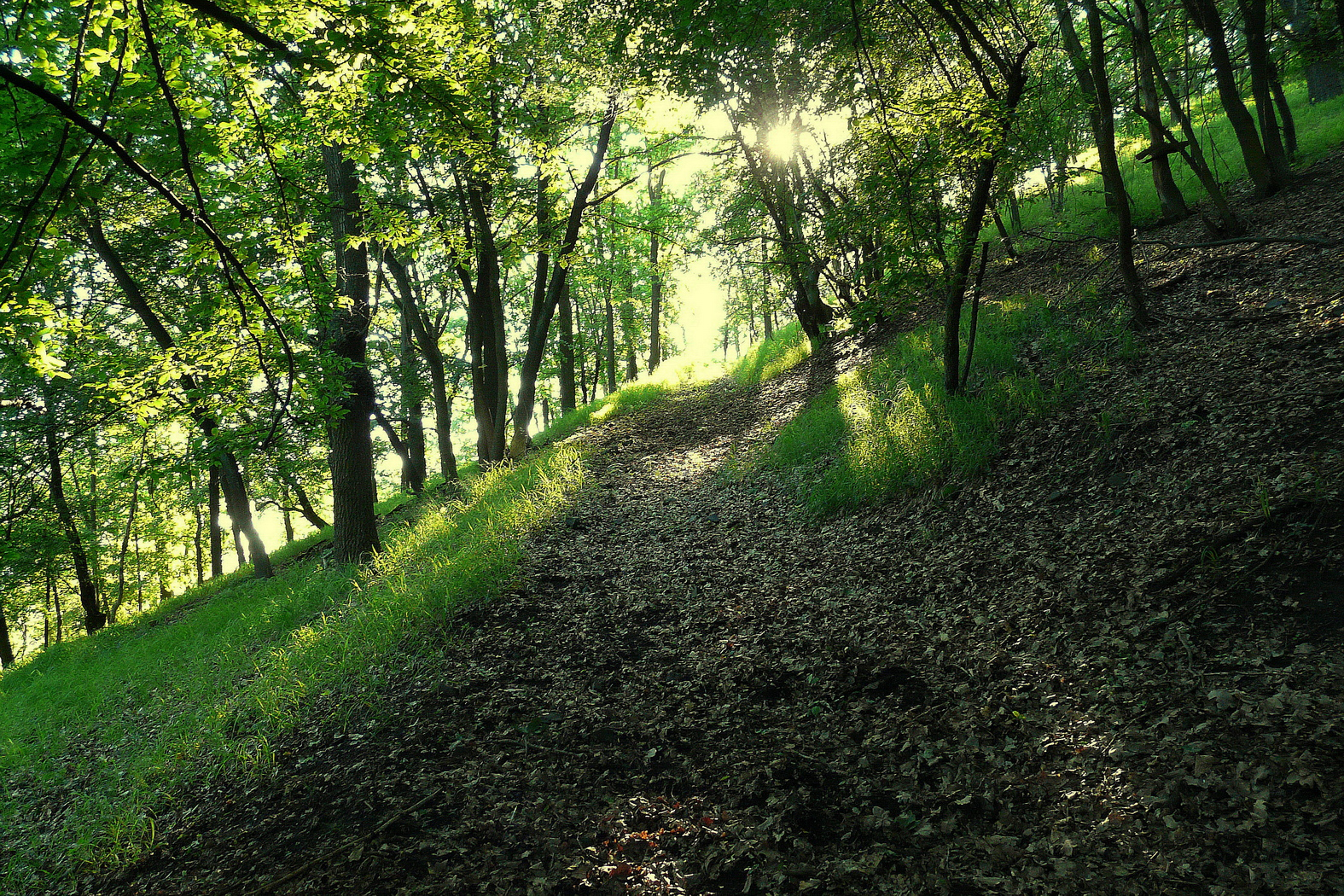
Cesta na Kraví horu

Ve vrcholových partiích kopce je několik starých kamenolomů. Z jižního svahu blízko pod vrcholem je výhled na Novozámecký rybník, Ralskou pahorkatinu a České středohoří.Při jihozápadním úpatí vrchu se nachází stejnojmenná osada Kraví Hora, která je spolu se Srním u České Lípy již od roku 1966 částí obce Provodín.

## Geomorfologické členění
Vrch náleží do celku Ralská pahorkatina, do podcelku Dokeská pahorkatina, do okrsku Provodínská pahorkatina a do podokrsku Provodínské kameny, jemuž vymezuje západní hranici.

## Přístup
Automobilem se dá přijet do Srní či do osady Kraví hora, vlakem do Srní. Vrch míjejí modrá a žlutá turistická stezka procházející Srním.